# Asparagus fasciculatus
Asparagus fasciculatus är en sparrisväxtart som beskrevs av Carl Peter Thunberg. Asparagus fasciculatus ingår i släktet sparrisar, och familjen sparrisväxter. Inga underarter finns listade i Catalogue of Life.

## Bildgalleri

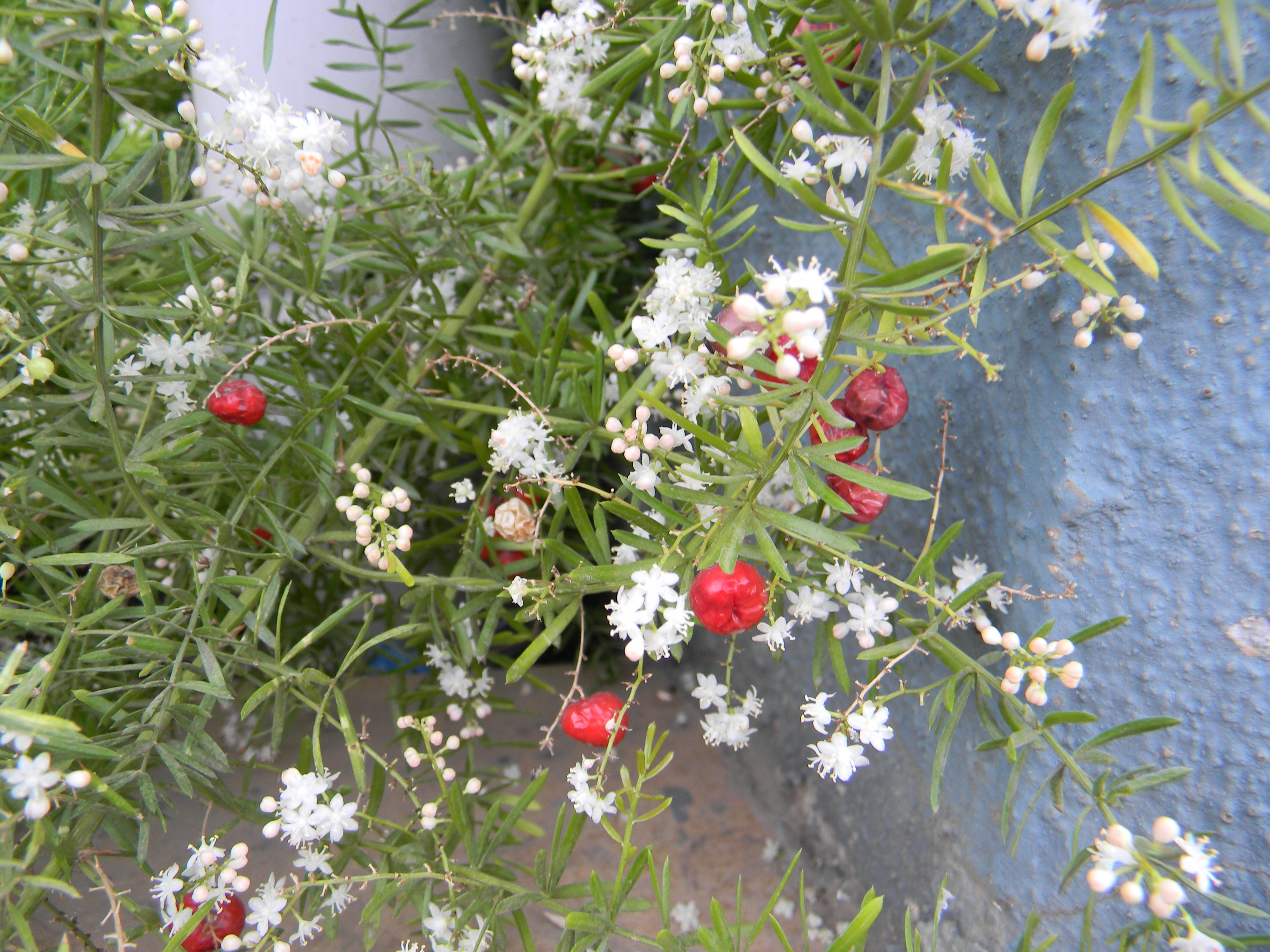